# Catarmán (Sámar del Norte)
Catarmán es un municipio y la cabecera de la provincia de Sámar del Norte en Filipinas. Según el censo del 2007, tiene 67,671 habitantes.

## Barangayes
Catarmán se subdivide administrativamente en 55 barangayes.
| - Aguinaldo - Airport Village - Baybay - Bocsol - Cabayhan - Cag-abaca - Cal-igang - Cawayan - Cervantes - Cularima - Daganas - Galutan - General Malvar - Guba - Gebalagnan (Hibalagnan) - Gebulwangan - Doña Pulquería (Himbang) - Hinatad - Imelda (Elimbo) | - Lapu-Lapu - Libert - Libjo (Binog) - Mabini - Macagtas - McKinley - New Rizal - Old Rizal - Paticua - Polangi - Quezon - Salvación - San Julián - Somoge - Tinowaran - Trangue - Washington - UEP I - UEP II - UEP III | - San Pascual - Bangkerohan - Acacia (Población) - Talisay (Población) - Molave (Población) - Yakal (Población) - Ipil-Ipil (Población) - José Abad Santos (Población) - Kasoy (Población) - Lapu-Lapu (Población) - Santol (Población) - Narra (Población) - Calachuchi (Población) - Sampaguita (Población) - Mabolo (Población) - José P. Rizal (Población) - Dalakit (Población) |